# Echidnopsis scutellata
Echidnopsis scutellata är en oleanderväxtart. Echidnopsis scutellata ingår i släktet Echidnopsis och familjen oleanderväxter.

## Underarter
Arten delas in i följande underarter:
- E. s. dhofarensis
- E. s. scutellata